# Synopeas kalubia
Synopeas kalubia (лат.) — вид платигастроидных наездников из семейства Platygastridae. Папуа (остров Новая Гвинея). Название происходит от слова «kalubia» на языке Bariai означающего «барракуда» и относится к обтекаемому внешнему виду этого таксона.

## Описание
Мелкие перепончатокрылые насекомые чёрного цвета, ноги светлее. Длина 1,6 мм. Имеет слабообозначенный гиперзатылочный киль и микроскульптуру латеральной части переднеспинки, которая отсутствует только в самой вентральной части. Его можно отличить от S. kira по рисунку микроскульптуры на стерните S2. У вида S. kalubia микроскульптура ограничена узкой полосой вдоль заднего края, которая вдвое короче, чем у S. kira, а у S. kira также хорошо развит гиперзатылочный киль. Нотаули S. kalubia не обозначены, что позволяет легко отделить его от S. klingunculum и S. anunu. Предположительно, как и близкие виды, паразитоиды двукрылых насекомых галлиц. Вид был впервые описан в 2021 году немецким энтомологом Jessica Awad (State Museum of Natural History Stuttgart, Штутгарт, Германия).